# Serie B (hockey su pista)
La Serie B è il torneo di terzo livello del campionato italiano di hockey su pista.

## Formula
Al campionato prendono parte un numero variabile di squadre divise generalmente in cinque/sei gironi territoriali.

### Stagione regolare
La prima fase (stagione regolare) si svolge secondo la formula del girone all'italiana: ogni formazione affronta tutte le altre del proprio girone due volte, una presso la propria pista (partita in casa), una presso la pista avversa (partita in trasferta). Vengono assegnati tre punti alla squadra che vince una partita, un punto a ciascuna squadra in caso di pareggio e zero alla squadra sconfitta. La classifica viene stilata in base ai punti conseguiti complessivamente; in caso di parità tra due o più squadre, le posizioni in graduatoria vengono determinate prendendo in considerazione i seguenti criteri discriminanti, elencati in ordine di importanza:
1. punti conseguiti negli scontri diretti;
2. differenza reti negli scontri diretti;
3. differenza reti complessiva;
4. numero di reti segnate complessivamente.

### Fase finale
Le prime classificate della stagione regolare disputano la fase finale. Le società vincitrici sono promosse in Serie A2 nella stagione successiva.

## Albo d'oro recente
Questa lista è suscettibile di variazioni e potrebbe essere incompleta o non aggiornata.

| Anno      | Classifica                                                  | Classifica                 | Coppa di categoria  |
| Anno      | Vincitore                                                   | Eventuali altre promozioni | Coppa di categoria  |
| --------- | ----------------------------------------------------------- | -------------------------- | ------------------- |
| 2000-2001 | Montebello                                                  | Roller Suzzara             |                     |
| 2001-2002 | Scandianese                                                 | Salernitana                |                     |
| 2002-2003 | Pordenone                                                   | Correggio                  | Correggio           |
| 2003-2004 | Roller Bassano (Girone A) Amatori Reggio Emilia (Girone B)  | Sarzana                    |                     |
| 2004-2005 | Frogs Seregno Villa d'Oro Modena                            |                            | Frogs Seregno       |
| 2005-2006 | Correggio                                                   |                            | Sandrigo            |
| 2006-2007 | Montebello                                                  | Sandrigo                   | Rotellistica 93     |
| 2007-2008 | Follonica (B)                                               | Amatori Lodi (B)           | Castiglione         |
| 2008-2009 | Amatori Vercelli (Finale A) Breganze (B) (Finale B)         | Prato 1954                 | Amatori Vercelli    |
| 2009-2010 | Roller Salerno (Finale A) Castiglione (Finale B)            | Villa d'Oro Modena         | Castiglione         |
| 2010-2011 | SPV Viareggio                                               | Montecchio P.              | La Mela             |
| 2011-2012 | Pieve 010                                                   | Roller Scandiano           |                     |
| 2012-2013 | Castiglione                                                 | Forte dei Marmi (B)        |                     |
| 2013-2014 | UVP Modena                                                  |                            |                     |
| 2014-2015 | CGC Viareggio (B)                                           | Valdagno 1938 (B)          |                     |
| 2015-2016 | Molfetta 2012                                               | La Mela                    |                     |
| 2016-2017 | Pico Mirandola                                              | Montebello                 |                     |
| 2017-2018 | Maliseti                                                    | Trissino (B)               |                     |
| 2018-2019 | Estrelas Molfetta                                           | Grosseto                   |                     |
| 2019-2020 | titolo non assegnato                                        |                            |                     |
| 2020-2021 | Correggio (B) (Finale A) Grosseto (B) (Finale B)            |                            | Vercelli (B)        |
| 2021-2022 | Roller Bassano (B) (Finale Nord) Follonica (B) (Finale Sud) |                            | Amatori Modena (B)  |
| 2022-2023 | Breganze (B) (Finale Nord) Prato 1954 (Finale Sud)          |                            | Pumas Viareggio (B) |
| 2023-2024 | Valdagno (B) (Finale Nord) SPV Viareggio (Finale Sud)       |                            | Trissino (B)        |
| 2024-2025 | Roller Recoaro (Finale Nord) Castiglione (B) (Finale Sud)   |                            | Castiglione (B)     |